# Compagnie de Sainte-Ursule d'Anne de Xainctonge
Ne pas confondre avec l'ordre de Sainte-Ursule, congrégation religieuse féminine enseignante fondée par sainte Angèle Mérici.

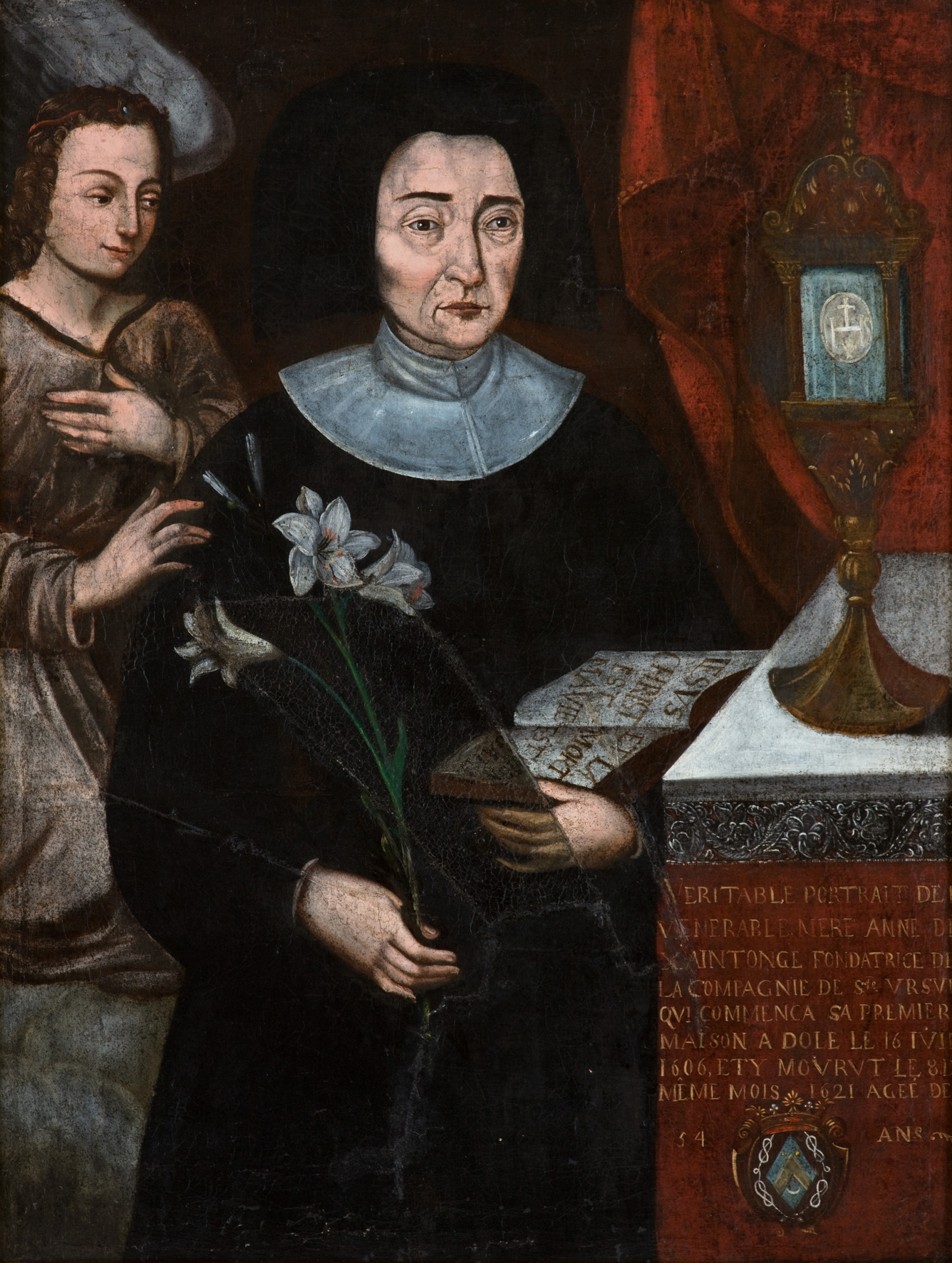
Peinture d'Anne de Xainctonge (1567-1621)

La Compagnie de Sainte-Ursule d'Anne de Xainctonge est une congrégation de religieuses ayant pour vocation l'enseignement des filles. Elle fut fondée en 1606 à Dole (alors possession espagnole), par la vénérable Anne de Xainctonge (1567-1621).

## Buts
Ils sont doubles : la sanctification de ses membres par l’observance des vœux religieux (simples et perpétuels) et le salut et sanctification de leur prochain. Ce dernier but est atteint en particulier par l’enseignement aussi bien que par des actions de grâce spirituelles et corporelles.

## Histoire
À la fin du XVIe siècle, une époque où l’éducation des filles était particulièrement négligée, Anne de Xainctonge eut l'idée originale de faire pour les filles ce que saint Ignace avait fait pour les garçons, en fondant un ordre religieux à vocation d'enseignement. Anne de Xainctonge peut donc être considérée comme une pionnière de l’éducation féminine.
Les classes ouvrirent à Dole, le 16 juin 1606; elles étaient publiques et gratuites et accueillaient sans distinction riches et pauvres. À partir de Dole, l’Institut s’étendit rapidement en France, en Suisse et en Allemagne. Il fut d'abord souvent victime de persécutions, mais étant expulsées d’un pays, les ursulines étaient souvent accueillies dans d'autres qui désiraient donner à leurs enfants (et aux filles en particulier) l'opportunité de l'enseignement.
La Société des Sœurs de Sainte Ursule fut approuvée formellement en 1648 par un bref d’Innocent X, qui fut confirmé en 1678 par Innocent XI. Les constitutions étaient celles de saint Ignace dans la mesure où elles pouvaient s’appliquer aux femmes. Elles furent élaborées par Mère de Xainctonge aidée par le Père Guyon, S.J., recteur du collège de Dole, mais terminées seulement en 1623, après la mort de ce dernier. Ces Constitutions furent observées jusqu’à la Révolution durant laquelle les maisons furent fermées et les religieuses forcées de quitter leur couvent. Elles reprirent leurs activités à la Restauration, mais quand les maisons rouvrirent, les évêques des différents diocèses modifièrent les constitutions selon leurs propres points de vue. Mère de Verse rouvrit le couvent de Dole, et Mère Roland de Bussy (anciennement de Dole) sur le conseil du Père Pierre de Clorivière, et avec la bénédiction de Pie VII (alors prisonnier à Fontainebleau), fonda une nouvelle maison à Tours (1814).
En 1898, sur requête des religieuses de Tours, les Constitutions originales, révisées conformément aux nouvelles règles de l’Église concernant les ordres religieux, furent approuvées définitivement par Léon XIII, et leurs branches furent érigées en généralat.
Plusieurs nouvelles fondations eurent lieu depuis Tours, jusqu’à ce que, en application des lois antireligieuses de 1901, les religieuses fussent à nouveau expulsées et leurs propriétés confisquées. La maison-mère de Tours fut transférée à Haverloo-lez-Bruges (Belgique). De nouvelles fondations eurent lieu successivement à New York en 1901, (maison-fille à Providence, Rhode Island en 1911); à Rome en 1904; à Sluis (Hollande) en 1911. À côté de la Belgique de l’Italie et des États-Unis les Sœurs poursuivent leur travail en Suisse, en Allemagne et en Angleterre.
En 1902 les mots « De la Vierge Bénie », furent ajoutés au titre de la Société pour distinguer les sœurs non cloîtrées d’Anne de Xainctonge des Filles cloîtrées de sainte Angèle.
À partir de 1984 les nouvelles Constitutions communes à toutes les Maisons de la Fédération adoptent comme titre officiel de la Congrégation « Compagnie de Sainte-Ursule d'Anne de Xainctonge ». Le système d’enseignement employé par l’Ordre est le même que celui des Jésuites. Le programme des études est conforme à celui du Ministère de l'Éducation nationale de chaque pays.
Sept maisons de la Congrégation subsistent actuellement, deux en France, à Dole et à Tours, trois en Suisse, à Fribourg, à Brigue et à Sion et deux en Allemagne, à Fribourg-en-Brisgau et à Villingen.
La présence des Ursulines en Suisse se rattache à deux traditions bien distinctes.
Des groupes s'installent dès le XVIIe siècle dans des localités de Suisse italienne afin de s'y consacrer à l'éducation de jeunes filles. Se rattachant directement à la tradition d'Angèle Merici, elles ne forment que rarement des communautés, enseignant par petits groupes dans leurs églises paroissiales respectives. L’enseignement des ursulines est consacré à la doctrine chrétienne et est donné les jours de fête. Cette activité d’enseignement gratuite aux jeunes filles est d’une qualité inégalée dans les cantons protestants. Le but de ces enseignements est de préparer les femmes dans tous les rôles de la société civile. Le calcul, la lecture, le dessin, l’écriture, la broderie  et le tissage y sont enseignés, de même que « comment diriger une famille dans la vertu ». Dans les régions où exercent les ursulines, le taux d’alphabétisation des femmes est élevé. Durant la semaine, les ursulines offre un enseignement gratuit aux familles des classes moyennes et populaires. Dès 1867, les ursulines répondent aux demandes de l’État en diversifiant leurs écoles supérieures (gymnases, écoles sociales, de langues, de commerce, d’arts ménagers).
En Suisse occidentale, les Ursulines se rattachent à la tradition d'Anne de Xaintonge. Elles s'y installent usuellement à proximité de collèges jésuites.

## Source
- (en) Encyclopedia Catholica (Domaine public).